# Kate Swift
Barbara Peabody Swift (Yonkers, 9 de diciembre de 1923 – Middletown, 7 de mayo de 2011), más conocida como Kate Swift, fue una escritora y editora feminista queer estadounidense que coescribió con Casey Miller, su socia y compañera, influyentes libros y artículos sobre sexismo en la lengua inglesa. Entre sus primeros trabajos se encuentra el artículo Desexing the Language (1971) en la revista Ms., y el artículo del New York Times One Small Step for Genkind (1972). En 1976, publicó su primer libro Words and Women: A New Language in New Times y en 1980, el Handbook of Nonsexist Writing, ambos considerados pioneros en el tema de la discriminación sexual incorporada al uso común del inglés. Se considera que estas publicaciones facilitaron la toma de conciencia acerca del sexismo en el lenguaje.

## Trayectoria
Nació el 9 de diciembre de 1923 en Yonkers, en el seno de una familia de periodistas. Su abuelo paterno, J. Otis Swift, escribió la columna diaria News Outside the Door para The New York World y su sucesor, The World-Telegram durante 40 años. Su madre y su padre eran periodistas de periódicos y revistas. Creció en Hastings-on-Hudson, Nueva York. Asistió al Connecticut College y luego en la Facultad de periodismo de la Universidad de Carolina del Norte, en Chapel Hill, donde se graduó en 1944. Después de trabajar como redactora en la redacción de la NBC, se alistó en el Ejército Femenino como redactora y editora del departamento de información y educación del Ejército durante la Segunda Guerra Mundial.
Durante los veintidós años siguientes, fue redactora para el Puerto de Nueva Orleans, asistente editorial para Time redactora de noticias para el departamento de relaciones públicas de la compañía Girl Scouts of America, redactora de ciencia dentro del equipo de asuntos públicos del Museo Americano de Historia, en 1954 y secretaria de prensa del Planetario Hayden. En 1965, se convirtió en directora de la oficina de noticias de la Facultad de Medicina de Yale.
En 1970, formó una sociedad editorial independiente con su socia Casey Geddes Miller. Su primer proyecto juntas fue la edición de un manual de educación sexual para estudiantes de secundaria. El objetivo declarado del manual era fomentar el respeto mutuo y la igualdad entre niñas y niños, pero las dos escritoras llegaron a la conclusión de que la intención del autor quedaba desvirtuada por el idioma inglés. Consideraron que el uso exclusivo de los pronombres masculinos "él" y "(de) él" confundía el mensaje y excluía a las mujeres. Kate y Casey iniciaron así su importante esfuerzo por conseguir que el lenguaje abarcara a las mujeres como humanidad y sus posibilidades dentro de la sociedad.
En 1971, junto a su compañera escribió un artículo titulado Desexing the Language, que apareció en el número inaugural de la revista Ms. en febrero de 1972. Ese mismo año, publicaron el artículo para The New York Times titulado One Small Step for Genkind, que más tarde se convirtió en su primer libro, publicado en 1976, titulado Words and Women: A New Language in the New Times y cuatro años después el Handbook of Non-Sexist Writing.
Murió el 7 de mayo de 2011 en Middletown, a los 87 años, de cáncer de estómago.

## Activismo
En 1977, Swift se hizo miembro del Women's Institute for Freedom of the Press (WIFP), una organización editorial estadounidense sin ánimo de lucro que trabaja para aumentar la comunicación entre las mujeres y la participación de las voces femeninas en los medios de comunicación.
También participó en la lucha por el matrimonio entre personas del mismo sexo. Trabajó con la organización Love Makes a Family de Connecticut en su exitoso esfuerzo por legalizarlo en ese estado.